# Santun
Santun (kinesiska: 三屯, 三屯乡) är en socken i Kina. Den ligger i provinsen Henan, i den centrala delen av landet, omkring 130 kilometer sydväst om provinshuvudstaden Zhengzhou. Antalet invånare är 32100. Befolkningen består av 15 697 kvinnor och 16 403 män. Barn under 15 år utgör 27,0 %, vuxna 15-64 år 63 %, och äldre över 65 år 8,0 %.
Genomsnittlig årsnederbörd är 686 millimeter. Den regnigaste månaden är september, med i genomsnitt 132 mm nederbörd, och den torraste är januari, med 6 mm nederbörd.